# Hertogdom Bohemen
Het hertogdom Bohemen (Tsjechisch: České knížectví, Latijn: Ducatus Bohemiæ)  behoorde tot de 10e eeuw tot het Moravische Rijk, een rijk dat door het Oost-Frankische Rijk en Byzantium werd beïnvloed. 
Na de val van het Moravische Rijk in 907 kwam in Bohemen de dynastie der Přemysliden aan de macht, die zich op Rome richtte en zich in het begin van de elfde eeuw  aansloot bij het Heilige Roomse Rijk. Keizer Hendrik IV verleende hertog Vratislav II in 1085 de titel van koning van Bohemen. 
Onder Ottokar I werd de Boheemse kroon in 1198 erfelijk, en tot 1918 was Bohemen een koninkrijk.

## Zie verder
- Geschiedenis van de Tsjechische landen
- Lijst van heersers van Bohemen